# Matt King
Matt King es un actor y comediante inglés conocido por sus interpretaciones de Super Hans en la serie Peep Show y de Henry Mallet en Spirited.

## Carrera
Como comediante Matt ha aparecido en el festival de Edimburgo y en el Festival Internacional de Comedia de Melbourne. 
En el 2003 se unió al elenco de la serie Peep Show donde interpreta al músico Super Hans, hasta la actualidad. Compañero de banda y amigo de Jeremy Usborne (Robert Webb), a Hans le gusta creerse superior a los demás, consume drogas regularmente y es adicto a la cocaína.
En el 2006 interpretó a varios personajes famosos en la serie cómica Star Stories, dando vida entre otros a Elton John y Terry Venables.
En el 2007 apareció como invitado en la tercera temporada de la exitosa serie Doctor Who interpretando a Peter Streete. Ese mismo año apareció como personaje recurrente en la serie Jekyll interpretando al experto en computación Freeman.
En el 2009 apareció como invitado en la tercera temporada de la serie Skins interpretando al padre de James Cook (Jack O'Connell).
En el 2010 se unió al elenco principal de la serie Spirited en el papel de Henry Mallet, el fantasma de una estrella de rock inglés de la década de 1980, hasta ahora. La serie había sido cancelada en septiembre del 2011, pero tras alcanzar un arreglo con la cadena Showcase fue renovada para una tercera temporada.
Ese mismo año obtuvo el papel de Fletcher, el guardaespaldas y chófer del jefe del crimen Rob Gant (Ray Winstone), en la película London Boulevard.

## Filmografía
- Series de Televisión

| Año             | Serie                       | Personaje            | Notas                                                       |
| --------------- | --------------------------- | -------------------- | ----------------------------------------------------------- |
| 2010 - presente | Spirited                    | Henry Mallet         | 18 episodios                                                |
| 2003 - 2010     | Peep Show                   | Super Hans           | 25 episodios                                                |
| 2010            | Whites                      | Melvin               | 4 episodios                                                 |
| 2009            | Comedy Showcase             | Taxista              | episodio "The Increasingly Poor Decisions of Todd Margaret" |
| 2009            | Skins                       | Mr. Cook             | episodio "Finale"                                           |
| 2008            | City of Vice                | Salt                 | episodio # 1.4                                              |
| 2007            | The Bill                    | Greg Peters          | episodio "Stealth Attack"                                   |
| 2007            | Dog Face                    | Varios Personajes    | 5 episodios                                                 |
| 2007            | Jekyll                      | Freeman              | 5 episodios                                                 |
| 2007            | Doctor Who                  | Peter Streete        | episodio "El código Shakespeare"                            |
| 2007            | Coming Up                   | Tony                 | episodio "Brussels"                                         |
| 2006            | Star Stories                | Varios Personajes    | 4 episodios                                                 |
| 2006            | Comedy Lab                  | Seb                  | episodio "FM"                                               |
| 2002            | Look Around You             | Bukkbar Benson       | 2 episodios                                                 |
| 2002            | The Genie from Down Under 2 | Ingeniero Telefónico | episodio "The Brain"                                        |
| 2000 - 2001     | Something in the Air        | Josh Hughes          | 10 episodios                                                |
| 1998            | Raw FM                      | Rollo the Chauffeur  | 14 episodios                                                |

- Películas

| Año  | Película             | Personaje      | Notas                                                 |
| ---- | -------------------- | -------------- | ----------------------------------------------------- |
| 2010 | London Boulevard     | Fletcher       | junto a Colin Farrell, Keira Knightley y Ray Winstone |
| 2010 | Made in Dagenham     | Trevor Innes   | junto a Sally Hawkins                                 |
| 2009 | Malice in Wonderland | Gonzo          | junto a Maggie Grace y Danny Dyer                     |
| 2009 | Father               | Padre de Mitch | corto - junto a Sam MacLintock                        |
| 2008 | Inkheart             | Cockerell      | junto a Brendan Fraser                                |
| 2008 | Bronson              | Paul Daniels   | junto a Tom Hardy                                     |
| 2008 | RocknRolla           | Cookie         | junto a Gerard Butler y Tom Hardy                     |
| 1999 | The Craic            | Joven Inglés   | -                                                     |

- Teatro

| Año  | Obra              | Personaje | Director | Teatro             | Notas                                |
| ---- | ----------------- | --------- | -------- | ------------------ | ------------------------------------ |
| 1995 | Two Bums Go Vegas | -         | -        | Budinski's Theatre | junto a Darren Casey                 |
| 1994 | New Joke City     | -         | -        | -                  | junto a Greg Fleet y Marty Sheargold |

- Escritor, Productor y Apariciones

| Año         | Programa                   | Notas                                       |
| ----------- | -------------------------- | ------------------------------------------- |
| 2010        | Whites                     | 6 episodios - productor asociado y escritor |
| 2007        | Dog Face                   | 5 episodios - escritor                      |
| 2006        | Tripping Over              | escritor - episodio # 1.2                   |
| 2003        | Skithouse                  | escritor                                    |
| 2002        | The Basil Brush Show       | escribió el episodio "Fakes Progress"       |
| 2000        | Russell Gilbert Live       | 13º episodio, "Jokes from the Pub"          |
| 2000        | Rove Live                  | escritor                                    |
| 1997        | Smallest Room in the House | apareció y escribió "Blimey"                |
| 1997        | Headliners                 | Apareció en el programa                     |
| 1995        | Something Hot Before Bed   | Apareció en el episodio "New Joke City"     |
| 1994 - 1995 | Jimeoin                    | 18 episodios - escritor                     |
| 1993 - 1994 | Full Frontal               | 11 episodios - escritor                     |

## Premios y nominaciones
| Año  | Categoría                                   | Premio      | Serie    | Resultado |
| ---- | ------------------------------------------- | ----------- | -------- | --------- |
| 2011 | Most Outstanding Performer by a Male Talent | ASTRA Award | Spirited | Nominado  |